# 阪神スプリングジャンプ
阪神スプリングジャンプ (はんしんスプリングジャンプ)は、日本中央競馬会 （JRA）が阪神競馬場で施行する中央競馬の重賞競走（J・GII）である。
競走名の「スプリング (Spring)」は、春を意味する英語。

## 概要
1999年に創設された、障害の重賞競走。創設時は芝3800mで行われたが、翌年より芝3900mに延長された。

### 競走条件
以下の内容は、2023年現在のもの。
出走条件：サラ系障害4歳以上
- JRA所属馬 (外国産馬を含む、未出走馬及び未勝利馬は除く)

負担重量：別定
- 4歳59kg、5歳以上60kg、牝馬2kg減
  - J・GI優勝馬2kg増、J・GII優勝馬1kg増

### 賞金
2023年の1着賞金は4100万円で、以下2着1600万円、3着1000万円、4着620万円、5着410万円。

## 歴史
- 1999年 - 5歳以上の馬による重賞競走 (J・GII)として創設、阪神競馬場の障害芝3800mで施行[3]。なお、障害専用のファンファーレがまだ決まっていなかったため、この年のレースのみ、それまでの障害重賞と同じ、京都・阪神の重賞ファンファーレが使用されている。
- 2000年 - 施行距離を障害芝3900mに変更[3]。
- 2001年 - 馬齢表示の国際基準への変更に伴い、出走条件を「4歳以上」に変更。
- 2020年 - COVID-19の流行により客を入れずに「無観客競馬」として開催[4]。

### 歴代優勝馬
距離のコース種別は、最後の直線コースを走行する際の馬場で記述する。
優勝馬の馬齢は、2000年以前も現行表記に揃えている。
| 回数   | 施行日        | 競馬場 | 距離    | 優勝馬             | 性齢 | タイム | 優勝騎手   | 管理調教師 | 馬主                                 |
| ------ | ------------- | ------ | ------- | ------------------ | ---- | ------ | ---------- | ---------- | ------------------------------------ |
| 第1回  | 1999年3月14日 | 阪神   | 芝3800m | ファイブポインター | 牡4  | 4:18.1 | 岡冨俊一   | 斉藤義美   | 前田晋二                             |
| 第2回  | 2000年3月11日 | 阪神   | 芝3900m | ファンドリロバリー | 牡7  | 4:21.1 | 出津孝一   | 岩元市三   | 水戸富雄                             |
| 第3回  | 2001年3月10日 | 阪神   | 芝3900m | ダンシングターナー | 牡6  | 4:19.8 | 熊沢重文   | 武邦彦     | （有）三嶋牧場                       |
| 第4回  | 2002年3月9日  | 阪神   | 芝3900m | マグマライフ       | 牡4  | 4:21.1 | 牧田和弥   | 大根田裕之 | 加藤勝秀                             |
| 第5回  | 2003年3月15日 | 阪神   | 芝3900m | カネトシガバナー   | 牡8  | 4:19.8 | 小坂忠士   | 野村彰彦   | 兼松利男                             |
| 第6回  | 2004年3月13日 | 阪神   | 芝3900m | マイネルイースター | 牡5  | 4:21.6 | 岩崎祐己   | 加用正     | （株）サラブレッドクラブ・ラフィアン |
| 第7回  | 2005年3月12日 | 阪神   | 芝3900m | ナムラリュージュ   | 牡4  | 4:20.5 | 白浜雄造   | 目野哲也   | 奈村信重                             |
| 第8回  | 2006年3月11日 | 阪神   | 芝3900m | テイエムドラゴン   | 牡4  | 4:24.3 | 白浜雄造   | 小島貞博   | 竹園正繼                             |
| 第9回  | 2007年3月10日 | 阪神   | 芝3900m | スリーオペレーター | 牡4  | 4:23.7 | 林満明     | 橋本壽正   | 永井商事（株）                       |
| 第10回 | 2008年3月15日 | 阪神   | 芝3900m | エイシンニーザン   | 牡6  | 4:22.5 | 西谷誠     | 坂口正則   | 平井豊光                             |
| 第11回 | 2009年3月14日 | 阪神   | 芝3900m | トーワヒヨシマル   | 牡4  | 4:24.4 | 小坂忠士   | 佐山優     | 斎藤すゞ                             |
| 第12回 | 2010年3月13日 | 阪神   | 芝3900m | トーワベガ         | 牡6  | 4:20.7 | 北沢伸也   | 橋田満     | 斎藤すゞ                             |
| 第13回 | 2011年3月21日 | 阪神   | 芝3900m | オープンガーデン   | 牡7  | 4:27.3 | 江田勇亮   | 菊沢隆徳   | 吉橋計                               |
| 第14回 | 2012年3月10日 | 阪神   | 芝3900m | バアゼルリバー     | 牡6  | 4:24.4 | 小坂忠士   | 松田博資   | 市川義美                             |
| 第15回 | 2013年3月9日  | 阪神   | 芝3900m | シゲルジュウヤク   | 牡5  | 4:22.1 | 中村将之   | 西橋豊治   | 森中蕃                               |
| 第16回 | 2014年3月15日 | 阪神   | 芝3900m | ケイアイドウソジン | 牡8  | 4:23.7 | 江田勇亮   | 田村康仁   | 亀田和弘                             |
| 第17回 | 2015年3月14日 | 阪神   | 芝3900m | サンレイデューク   | 牡7  | 4:22.8 | 難波剛健   | 高橋義忠   | 永井啓弍                             |
| 第18回 | 2016年3月12日 | 阪神   | 芝3900m | サナシオン         | 牡7  | 4:22.5 | 西谷誠     | 松永幹夫   | （有）サンデーレーシング             |
| 第19回 | 2017年3月11日 | 阪神   | 芝3900m | オジュウチョウサン | 牡6  | 4:28.1 | 石神深一   | 和田正一郎 | （株）チョウサン                     |
| 第20回 | 2018年3月10日 | 阪神   | 芝3900m | アップトゥデイト   | 牡8  | 4:23.4 | 林満明     | 佐々木晶三 | 今西宏枝                             |
| 第21回 | 2019年3月9日  | 阪神   | 芝3900m | オジュウチョウサン | 牡8  | 4:23.6 | 石神深一   | 和田正一郎 | （株）チョウサン                     |
| 第22回 | 2020年3月14日 | 阪神   | 芝3900m | オジュウチョウサン | 牡9  | 4:19.1 | 石神深一   | 和田正一郎 | （株）チョウサン                     |
| 第23回 | 2021年3月13日 | 阪神   | 芝3900m | メイショウダッサイ | 牡8  | 4:24.6 | 森一馬     | 飯田祐史   | 松本好雄                             |
| 第24回 | 2022年3月12日 | 阪神   | 芝3900m | エイシンクリック   | 牡8  | 4:24.6 | 西谷誠     | 坂口智康   | （株）栄進堂                         |
| 第25回 | 2023年3月11日 | 阪神   | 芝3900m | ジェミニキング     | 騸7  | 4:21.6 | 小野寺祐太 | 服部利之   | 三宅勝俊                             |
| 第26回 | 2024年3月9日  | 阪神   | 芝3900m | マイネルグロン     | 牡6  | 4:23.9 | 石神深一   | 青木孝文   | （株）サラブレッドクラブ・ラフィアン |
| 第27回 | 2025年3月15日 | 阪神   | 芝3900m | ヴェイルネビュラ   | 騸7  | 4:31.7 | 五十嵐雄祐 | 大竹正博   | 吉田勝己                             |

#### 各回競走結果の出典
- 『中央競馬全重賞競走成績集【障害・廃止重賞編】』第1回 - 第7回
- JRA年度別全成績
  - (2023年)“第1回 阪神競馬 第9日” (PDF).   日本中央競馬会. p. 4. 2023年9月11日閲覧。 (索引番号：04104)
  - (2022年)“第1回 阪神競馬 第9日” (PDF).   日本中央競馬会. p. 4. 2023年9月11日閲覧。 (索引番号：04104)
  - (2021年)“第1回 阪神競馬 第9日” (PDF).   日本中央競馬会. p. 4. 2023年9月11日閲覧。 (索引番号：04104)
  - (2020年)“第1回 阪神競馬 第5日” (PDF).   日本中央競馬会. p. 4. 2023年9月11日閲覧。 (索引番号：06056)
  - (2019年)“第1回 阪神競馬 第5日” (PDF).   日本中央競馬会. p. 4. 2019年3月9日閲覧。 (索引番号：07056)
  - (2018年)“第1回 阪神競馬 第5日” (PDF).   日本中央競馬会. p. 4. 2018年3月11日閲覧。 (索引番号：07056)
  - (2017年)“第1回 阪神競馬 第5日” (PDF).   日本中央競馬会. p. 4. 2017年3月12日閲覧。 (索引番号：07056)
  - (2016年)“第1回 阪神競馬 第5日” (PDF).   日本中央競馬会. p. 4. 2016年3月14日閲覧。 (索引番号：07056)
  - (2015年)“第1回 阪神競馬 第5日” (PDF).   日本中央競馬会. p. 4. 2016年3月14日閲覧。 (索引番号：07056)
  - (2014年)“第1回 阪神競馬 第5日” (PDF).   日本中央競馬会. p. 4. 2016年3月14日閲覧。 (索引番号：07056)
  - (2013年)“第1回 阪神競馬 第5日” (PDF).   日本中央競馬会. p. 4. 2016年3月14日閲覧。 (索引番号：07056)
  - (2012年)“第1回 阪神競馬 第5日” (PDF).   日本中央競馬会. p. 4. 2016年3月14日閲覧。 (索引番号：06056)
  - (2011年)“第1回 阪神競馬 第5日” (PDF).   日本中央競馬会. p. 4. 2016年3月14日閲覧。 (索引番号：06080)
  - (2010年)“第1回 阪神競馬 第5日” (PDF).   日本中央競馬会. p. 8. 2016年3月14日閲覧。 (索引番号：06056)
  - (2009年)“第1回 阪神競馬 第5日” (PDF).   日本中央競馬会. p. 8. 2016年3月14日閲覧。 (索引番号：07056)
  - (2008年)“第1回 阪神競馬 第5日” (PDF).   日本中央競馬会. p. 8. 2016年3月14日閲覧。 (索引番号：06056)
  - (2007年)“第1回 阪神競馬 第5日” (PDF).   日本中央競馬会. p. 8. 2016年3月14日閲覧。 (索引番号：06056)
  - (2006年)“第1回 阪神競馬 第5日” (PDF).   日本中央競馬会. p. 8. 2016年3月14日閲覧。 (索引番号：06056)
  - (2005年)“第1回 阪神競馬成績集計表” (PDF).   日本中央競馬会. pp. 728-729. 2016年3月14日閲覧。 (索引番号：06056)
  - (2004年)“第1回 阪神競馬成績集計表” (PDF).   日本中央競馬会. pp. 731-732. 2016年3月14日閲覧。 (索引番号：06056)
  - (2003年)“第1回 阪神競馬成績集計表” (PDF).   日本中央競馬会. pp. 726-727. 2016年3月14日閲覧。 (索引番号：06056)
  - (2002年)“第1回 阪神競馬成績集計表” (PDF).   日本中央競馬会. pp. 700-701. 2016年3月14日閲覧。 (索引番号：06056)

- netkeiba.comより (最終閲覧日：2020年3月14日)
  - 1999年、2000年、2001年、2002年、2003年、2004年、2005年、2006年、2007年、2008年、2009年、2010年、2011年、2012年、2013年、2014年、2015年、2016年、2017年、2018年、2019年